# Bimatoprost
Le bimatoprost est la substance active de médicaments utilisés pour traiter les hypertensions intraoculaires.

## Usage médical
Le bimatoprost entre dans la composition du Lumigan qui est un médicament utilisé pour traiter la haute pression à l'intérieur de l'œil, y compris le glaucome . Plus précisément, il est utilisé pour le glaucome à angle ouvert lorsque les autres agents ne sont pas suffisants,. Il peut également être utilisé pour augmenter la taille des cils . Il est utilisé sous forme de gouttes oculaires et les effets se produisent généralement dans les quatre heures,.

## Effets secondaires
Les effets secondaires courants sont les suivants : yeux rouges, sécheresse oculaire, changement de couleur des yeux, vision floue et cataracte ,,. L'utilisation pendant la grossesse ou l'allaitement n'est généralement pas recommandée,,. C'est un analogue de la prostaglandine et agit en augmentant l'écoulement de liquide aqueux des yeux.

## Histoire
Le bimatoprost a été approuvé pour un usage médical aux États-Unis en 2001. Il est disponible en tant que médicament générique ,,. Au Royaume-Uni, un flacon de 3 millilitres coûte au NHS environ 9,30 livres sterling en 2019. Aux États-Unis, le coût de gros de cette quantité est d'environ 80 dollars. En 2017, c'était le 231e médicament le plus couramment prescrit aux États-Unis, avec plus de deux millions d'ordonnances,.